# 獵命師傳奇
《獵命師傳奇》為臺灣作家九把刀所著的奇幻小說。自2005年開始連載，2013年完結，單行本全20冊。於2005年出版外傳《臥底》。

## 故事大綱

### 設定
《獵命師傳奇》的故事建構在獵命師與血族的衝突。獵命師是該作品原創的一種超能力者。依據作品設定，當人出現某種意念並以情緒灌注於其中，假以時日便會出現「命格」，這些命格各有不同奇效，而獵命師施展的獵命術讓他們能控制這些「命格」。尋常的獵命師可能會成為算命師，優秀的獵命師或有成為國師。獵命師的敵人是俗稱吸血鬼的血族，他們的領導者血天皇向獵命師一族下咒，因而使兩派勢力互相敵對。

## 登場角色

### 主角
烏拉拉
主角，出生於中國黑龍江省，父親為烏侉，母不明，兄長是烏霆殲。
他個性樂觀、頑皮、愛聊天，學習能力極強，身體協調性極佳，擅長高速切換命格，獵命速度奇快。較常使用火炎咒，沒有最擅長的命格，但卻能活用各種命格和其他獵命師合作。
被父親烏侉刻意放棄，從沒接受正規的獵命術修行。其獵命術技巧全是哥哥烏霆殲瞞著眾人偷偷教導的。
十八歲生日當天與哥哥一同反抗獵命師的盟約而被追殺，兩人約定在血天皇徐福面前再會。
烏霆殲
烏拉拉的哥哥，比烏拉拉大三歲，個性冷靜沉默。
武學天才，九歲就能殺吸血鬼。擅長使用火炎咒。年幼時偷偷跟蹤父親行動而意外窺知了獵命師成年禮的真相，思考過後決定私下提前教授烏拉拉獵命術，期望反抗兩人其一被殺的殘酷命運。
烏拉拉十八歲時與哥哥一同反抗獵命師的盟約，當場合力擊殺成年禮的「祝賀者」，過程中為了救弟弟一命犧牲了自己的右手掌。
為了日後成功擊殺血天皇徐福以完成獵命師一族的夙願，利用強吞凶命的激進手段增強本身能力，但本身也受到凶命侵蝕而逐漸精神不濟。在一次獵得凶命「天堂地獄」，在消化其命力時遭到東京十一豺的優香襲擊而戰敗。
受吸血鬼鍛造師J老頭改造，缺失的手掌以凶命重新組織成「惡魔之手」，可將獵取到的命力化為能量發出。并借着恶魔之手来打败许多强敌，例如：牙丸伤心 ，弁庆等众多高手。

### 獵命師
鎖木
善使斷金咒，實力雖不強、但處事冷靜。
拥有超稀少的命格：［吸引陨石的女人］。
書恩
善使大風咒。继承了家族流传的百流拳。
風宇
風家傳人，熱愛與強敵戰鬥的戰鬥天才，善使鋼琴線。在小時候意外知道了獵命師一族的詛咒，提前殺了自己的姐姐們
闞香愁
闞家傳人，舉止懶散、不修邊幅，但實力深不可測。水行咒行家。
兵五常
擅長蜈蚣棍法。與烏拉拉作戰後，開始對獵命師一族的後續產生疑問。曾經與宮本武藏對戰，不敵，烏拉拉出面後免於被殺。
鰲九
擅長化土咒、燃蟒拳。與阿廟搭檔無間。最终被贺杀害。
阿廟
能操縱蜘蛛。因為殺害了哥哥而精神崩潰，喪失了思考與情緒的能力。最终被贺杀害。

#### 長老護法團
聶老
精通雷神咒，可以說是最強的獵命師。自認自己比當年的姜子牙、徐福都還強。仰慕日本劍豪宮本武藏，先祖為宮本武藏前往巖流島時的船夫。
白線兒
姜子牙的貓，已成精，能說人類語言、懂強大咒術。同时也是雷神咒的创造者。
烏侉
烏霆殲、烏拉拉之父。帶有居爾一拳命格。
獵命師的技術只有教授給長男烏霆殲，完全沒有教導幼子烏拉拉任何相關知識。
在烏拉拉的成年禮時與其餘祝賀者遭到兩人合力擊殺，臨終之際面露笑容，表示已經自己盡力去完成護法團的職責。
多年前烏霆殲跟蹤自己前去參與其他獵命師成年禮時默許，讓年幼的烏霆殲提早知道成年禮的真相。本身無力去對抗獵命師一族的詛咒誓約，於是把希望寄託給自己的兒子，想看看日後烏霆殲是否會選擇與自己不同的答案。

#### 獵命師先祖
姜子牙
史實人物，獵命師始祖。西元前216年，為阻止赴東瀛尋血族回中原的徐福而出山，於東海率獵命師、反秦之軍和徐福率領的血族大軍苦戰，犧牲『飛仙』和自身千年道行抓出了徐福體內的『不死凶命』，力盡後疑似遭劉邦蕭何其中一人所刺殺，得壽1300多歲。
烏木堅
烏家先祖，二十七歲即被稱為百年一見的獵命師天才，深得姜子牙厚愛，亦得其親傳，能力高於普通獵命師。
烏禪
元朝時的烏家先祖，專精火炎咒，領軍戰鬥時搭配武器和命格所向披靡。
助鐵木真殺翻西域血族，當年曾經邀請其他知名的獵命師一同去東瀛討伐徐福，但只有一位表示願意，其餘大獵命師盡數拒絕烏禪的邀請。
根據獵命師流傳的說法，其與徐福雙雙重傷深陷於結界之中，烏禪困入結界中時揚言要獵命師一族前來殺死徐福，否則日後獵命師每一代只准許留下唯一一個子嗣。起初沒人相信，但不久後陸續出現大獵命師連連斃命的情形，終於被獵命師們所深信。
實情是當年烏禪與徐福雙雙斃命。

### 血族
徐福
為秦始皇嬴政先後獵得奇命『血鎮』、『萬里長屠』，間接助其一統天下。西元前216年率領全數變為血族的大軍欲返中原，於東海遭遇姜子牙率領的大軍阻攔，大戰後被姜子牙抓出鎖於身上的『不死凶命』，退回東瀛。西元1281年元朝二次遠征東瀛，重施故技。但獵命師烏禪、食左手族毛冉闖入地下皇城，傳說中遭烏禪重創並發動封印術，他與烏禪一同困於封印結界內，實際上與烏禪同歸於盡。
白氏一族
各個年齡超過百歲，都擅長幻術。
牙丸千軍
阿不思的師傅，號稱「鬼殺佛」擁有與樂眠七棺不相上下的實力。
溫和派的吸血鬼，後來遭到Z組織殺害(以一百名帶有斬鐵命格的刺客合力擊殺)，掀起了血族與人類的大戰。凱因斯曾經讚嘆道恐怕沒有任何能超越牙丸千軍的吸血鬼。其首級被刊登到網路上，成為大戰的血族方的導火線。
牙丸阿不思
號稱血族最強的戰士，平時行為舉止略帶慵懶與散漫，但其強悍程度更勝樂眠七棺逾半的成員。
牙丸五十六
即山本五十六。
牙丸無道
護衛隊長，性格剛硬冷靜。年輕時爭取成為東京十一豺未果。

#### 東京十一豺
牙丸傷心
原名佐佐木小次郎。樂眠七棺中出棺時間最長，在東京十一豺中居領導地位。
當時代劍術巔峰之人，原本預計要和宮本武藏決戰於嚴流島，但血族從中介入，派遣服部半藏邀請小次郎加入血族勢力，被拒。旋即用上眾多已投靠血族的日本武學高手合力圍擊小次郎，造成小次郎受到瀕死重傷。之後與宮本武藏的對決便在一招內分出勝負。
優香
身材姣好的甲賀女忍者身怀绝技，例如：忍术..樱杀 ，忍术..残樱。
賀
飛刀高手，在決鬥中輸給了上官無筵。
當宮本武藏輸給聶老時，和其餘十一豺成員捨命拖住聶老。
在一百五十多年前和牙丸阿不思同為皇城禁衛軍隊員，被凡赫辛的獵人兵團襲擊時被阿不思送走去通知當時的十一豺。
冬子
戰鬥中不穿衣服
大鳳爪
手指强度非常的高，可以抓爆高速行进的汽车轮胎和直升机的螺旋桨
大山倍里達
精通空手道的高手
虎鯊合成人TS-1409-beta
橫綱
全身的肥油下塞满橡胶般的肌肉。绝招是百掌手
歌德
具有命格“百手人屠”不管怎么杀都无法杀死的从恐怖片中出现的怪物，不会说话，但是却听从其余东京十一豺伙伴的命令。行踪不定
狩
前十一豺，在命格"食不知胃"被烏拉拉奪去後便把自己吃成胖子。

#### 樂眠七棺
佐佐木小次郎

宮本武藏
人類時以天下無雙為目標，四處尋求與高手比試。在一次與吉岡清十郎的生死對決中打倒後者，吉岡清十郎性命垂危之際寄宿其身的命格「逢龍遇虎」轉嫁到了宮本武藏身上。自懷有這命格以後，無論宮本武藏意願，危機都會一一前來造訪──無論是人類勢力或是血族勢力。
宮本武藏對此開始感到煩惱，害怕起因為自己的原因讓愛人阿通身陷險境。為此選擇離開阿通，只能以證明自己天下無雙，名聲廣播的方式來向其報平安。
晚年派遣自己的養子前去故地打聽阿通的消息，才知道阿通多年前便因盜匪襲村而亡，終身未嫁。失去愛人的宮本武藏，為了能見到轉世的她(若沒有輪迴，則自己持續記住阿通的相貌)，以武藝交換永恆生命成為了血族，接受皇吻後的沉睡花了數月，醒來後外貌回至年輕樣貌。對現代生活充滿驚奇。
服部半藏
擅使易容術，曾經神不知鬼不覺混入吸血鬼獵人以及血族的會議中。
可能從未待在棺材裡過。
擁有忍法「零時暗殺」，可將目標與自己拖入與外界有時間差的異空間中，憑藉此法隻身一人連續擊殺數位世界排名前段的吸血鬼獵人。
安倍晴明
為九尾狐與人類相交生下之子，雙手手指共十三指，舌頭底下還有一魔舌，能言魔語，且有與生俱來的先天妖氣，能夠妖化為九尾狐。
為享譽天下的大陰陽師，認為妖與人終有和諧共處的一天，是少數能與徐福平等共處的人。
平教經
源平戰爭中平家軍的猛將，於壇之浦之戰中看見平家大敗已無戰勝之機，投海自盡。
武藏坊弁慶
源義經
源平合戰中顛遇戰局的源家猛將，但也因而被其族人猜忌。最終在平家敗亡後遭到族人所害，魂斷高館。
本身因為幼年的顛沛流離，極為渴望親族的愛，生前未能確實獲得，死後得血天皇徐福重用大為感激，願為徐福捨身玉碎。
在徐福遭到獵命師烏禪強襲而同歸於盡後，為了穩定局面，與安倍晴明、武藏坊弁慶共和策畫巨大的謊言。為了增添謊言的可信度，三人合力襲殺了當年的各大獵命師，令獵命師一族深信懷有烏禪所下的詛咒，每代只准許留下一位子嗣。從而使獵命師一族元氣大傷。
在徐福死後，一直暗地裡扮演血天皇的身分。
八岐大蛇

#### 黑奇幫
上官無延
其命格為"百命藏鱗"可使自己附近範圍內所有命格都無效，飛刀高手。
阿海
偷取情報的高手。
張熙熙
其命格為"關鍵時客"，太極拳高手。
唐郎
螳螂拳高手。
賽門貓
截拳道高手。
鄭聖耀
外傳《臥底》的主角。由於身上的命格"不死兇命"的關係，與自己親近的人一個個遭遇不幸去世但遇到上官無延後，被上官無延其命格"百命藏鱗"的命格特性使"不死兇命"的命格特性無效。

### Z組織
凱因斯
玩弄世界的狂人，認為將世界弄得愈混亂愈有趣，因此控制了Z組織和製造出了第三種人類兵團，擁有的資源非常強大。在未來統治了幾乎整個世界。擁有能以口才說服萬人的奇命-鳳凰展翅，東京血戰的幕後黑手。用兒戲的想法看待源義經的復活而激怒了他。

### 普通人類
神谷螢子
綁馬尾的女高中生。7歲時遭脫序吸血鬼侵入家中，父母遇害獨自倖存。表面上是因目睹親人遇害驚嚇過度而罹患失語症，實際上是刻意偽裝，但久而久之卻真的失去語言能力。
陳木生
鐵砂掌傳人，由於師傅老鐵與上官對決落敗身亡所以成為了一名吸血鬼獵人，為了鍛鍊自己到了東京，挑戰美國蛇幫的吸血鬼，卻被打成重傷幸好被阿不思所救。之後按照阿不思的指示拜訪了J老頭，在J老頭的訓練下成為了足以消滅樂眠七棺的高手-兵器人，並和烏霆殲打倒了牙丸傷心，並在之後和烏拉拉一行人會合。
宮澤清一
特別V組成員。自小便具備跳躍式思維，曾發表日本是吸血鬼老巢的文章，之後文章被封殺。開始被特別V組注意。與同學兼死黨推論出附近住宅裡有吸血鬼，密謀處理掉。但被V組織介入，除了自己外的所有好友都被血族殺害，自己則被洗腦失去這段記憶。
雷力
美軍第五飛行中隊，F-22猛禽戰鬥機正式飛行員。極端科學主義者，沒有任何想像力。與安倍晴等作戰時，同時操控3台F22戰鬥機，並擔任A字特別飛行中隊隊長。

## 專有名詞

### 獵命師相關
命格
當人們出現某種意念並以情緒灌注於其中，假以時日一個命格便出現了。按照獵命師的分類，命格可以分為五種
天命格
天生就存在世間的奇命，有應運天道而生，有始自渾沌便自然生成。大部分擁有強大的力量。
情緒格
吃食宿主的特殊情緒茁壯，並刺激宿主產生特殊情緒與腺體分泌。此種命格並不能讓宿主做出違反常理的行為。
機率格
藉由不斷累積的發生機率繁衍能量，以增加下一次的發生機率。
修煉格
指依附在宿主身上，依各宿主修煉的程度做不同演化的純粹能量。假以時日可能會演化成足以否定天命格的存在。
集體格
容易影響到別人的命運，或根本以牽動他人命運為運作方式。
獵命師
獵命師是指身負奇術能夠狩獵奇命之人，通常使用其自身能力狩獵完成後，供自身利用或轉讓給更合適的人，也有培養命格使其更進一階的獵命師存在。由於獵命師擁有的特異體質，使得他們可以學習咒術，甚至是獵取或是轉移人們身上的命運(命格)，在武學上的精造也比一般人甚至是吸血鬼還要好。
猎命术
獵命師最重要的術法，獵命術能夠獵取或是轉移人們身上的命格，並扭曲戰況甚至是反敗為勝。一般的獵命師轉移命格大約要數十秒的時間，如果是天才或是經驗豐富的獵命師只要數秒。
咒術
獵命師用來戰鬥的方法之一，咒數是藉由特殊的符文，將特殊力量引出來的術法，和武術不同，咒術幾乎不能為一般人所學習。
灵猫
一個獵命師的身上通常會有一隻靈貓，可能做為夥伴或只是工具，貓可以儲存九個命格。
詛咒
獵命師有一個非常殘忍的習俗，一個獵命師只能留下一個子嗣，如果一個獵命師擁有兩個以上的兒女就必需要讓他們彼此互相殘殺到只剩下一人為止，導致獵命師的數量一直沒有成長甚至是倒退的情形。詛咒大致上的說法是：「烏禪先祖要獵命師再度潛入皇城，砍掉徐福的腦袋，砍下他老人家的手，依照約定送給毛冉吃。如果辦不到，每個獵命師的下個世代，就只能留下唯一一個子嗣。否則，烏禪先祖詛咒天底下所有的獵命師，在十年之內死絕殆盡。」但這個詛咒其實是戰神源義經為了削弱獵命師一族的擴張力而捏造出來的詛咒戰略。以上詛咒完全是源義經捏造出來的謊言，但幾乎所有的獵命師都非常害怕這個詛咒，最後導致獵命師的數量一直沒有成長甚至是倒退的情形。

### 血族相關
后天吸血鬼
由人類變成的吸血鬼，由於吸血鬼的繁殖力非常低落，大部分的吸血鬼幾乎都是由人類所變來的，日本血族的牙丸禁衛軍的組成大部分都是由人類變成的"普通"吸血鬼。
純種吸血鬼。
由吸血鬼所生的吸血鬼又稱純種吸血鬼，他們大部分位於吸血鬼的上層階級並視人類為低等生物。日本血族的白氏貴族大部分都是這種吸血鬼。目前白氏貴族人數只有區區的數百人而已。
始祖吸血鬼。
擁有強大力量的血族，能力強大位於吸血鬼頂層的吸血鬼被稱為始祖，據說始祖吸血鬼身上的病毒可以將吸血鬼變得更強。始祖吸血鬼只有日本的血天皇。
變種吸血鬼。
由z組織製作而成的特殊病毒所感染的人類或是吸血鬼都會變成變種吸血鬼，這些吸血鬼沒有理性，即使是其他的吸血鬼也會攻擊。一個變種吸血鬼如果沒有被殺掉平均半個小時會製造出六個變種吸血鬼。防止變種吸血鬼攻擊的最好辦法就是設下包圍網包圍整個城市，並讓z組織組成的特殊部隊推進至城市之中以解救尚未被感染的居民。

## 出版書籍
| 冊數   | 蓋亞文化       | 蓋亞文化               |
| 冊數   | 發售日期       | ISBN                   |
| ------ | -------------- | ---------------------- |
| 卷一   | 2005年2月15日  | ISBN 986-74-5020-5     |
| 卷二   | 2005年4月10日  | ISBN 986-74-5021-3     |
| 卷三   | 2005年5月15日  | ISBN 986-74-5028-0     |
| 卷四   | 2005年6月16日  | ISBN 986-74-5029-9     |
| 卷五   | 2005年8月15日  | ISBN 986-74-5036-1     |
| 卷六   | 2005年10月17日 | ISBN 986-74-5037-X     |
| 卷七   | 2006年2月8日   | ISBN 986-74-5049-3     |
| 卷八   | 2006年5月16日  | ISBN 986-74-5050-7     |
| 卷九   | 2006年8月19日  | ISBN 986-74-5070-1     |
| 卷十   | 2006年11月15日 | ISBN 986-74-5071-X     |
| 卷十一 | 2007年2月2日   | ISBN 986-74-5094-9     |
| 卷十二 | 2007年5月23日  | ISBN 978-986-681-503-4 |
| 卷十三 | 2008年2月15日  | ISBN 978-986-681-544-7 |
| 卷十四 | 2008年10月9日  | ISBN 978-986-681-574-4 |
| 卷十五 | 2009年7月20日  | ISBN 978-986-647-329-6 |
| 卷十六 | 2009年12月3日  | ISBN 978-986-647-352-4 |
| 卷十七 | 2010年12月1日  | ISBN 978-986-615-712-7 |
| 卷十八 | 2011年7月20日  | ISBN 978-986-615-743-1 |
| 卷十九 | 2012年8月9日   | ISBN 978-986-319-004-2 |
| 卷二十 | 2013年8月15日  | ISBN 978-986-319-063-9 |

| 冊數 | 現代出版社   | 現代出版社             |
| 冊數 | 發售日期     | ISBN                   |
| ---- | ------------ | ---------------------- |
| 卷一 | 2013年4月1日 | ISBN 978-75-143-1478-6 |
| 卷二 | 2013年4月1日 | ISBN 978-75-143-1479-3 |
| 卷三 | 2013年6月1日 | ISBN 978-75-143-1205-8 |
| 卷四 | 2013年6月1日 | ISBN 978-75-143-1162-4 |
| 卷五 | 2014年6月1日 | ISBN 978-75-143-2746-5 |
| 卷六 | 2014年6月1日 | ISBN 978-75-143-2747-2 |

書盒典藏版
| 冊數  | 蓋亞文化     | 蓋亞文化             |
| 冊數  | 發售日期     | EAN                  |
| ----- | ------------ | -------------------- |
| 1-10  | 2014年2月7日 | EAN 471-5243-77293-0 |
| 11-20 | 2014年2月7日 | EAN 471-5243-77294-7 |

## 衍生作品
- 獵命師行動 Online－以小說改編的手機遊戲。
- 獵命師 Online－以小說為設定的網路遊戲。